# 2016–2017-es EHF-kupa
A 2016–2017-es EHF-kupa az európai férfi kézilabda-klubcsapatok második legrangosabb tornájának 36. kiírása. A címvédő a német Frisch Auf Göppingen ebben a kiírásban is győzni tudott.
Magyarországról három csapat szerepelhetett ebben az EHF-kupa idényben, a Csurgói KK az első selejtező fordulóban, a Balatonfüredi KSE a selejtezők második, a Grundfos Tatabánya KC pedig a selejtezők harmadik körében kapcsolódott be a kupába.

## Selejtezők

### 1. selejtezőkör
Az első selejtezőkör mérkőzéseit 2016. szeptember 2. és szeptember 11. között rendezték.
| 1. csapat                   | Össz. | 2. csapat             | 1. mérk. | 2. mérk. |
| --------------------------- | ----- | --------------------- | -------- | -------- |
| Handball Kaerjeng           | 58–56 | RK Vojvodina          | 30–31    | 28–25    |
| US Creteil Handball         | 56–56 | HC Zamet              | 29–32    | 27–24    |
| Alpla HC Hard               | 55–43 | OCI-LIONS             | 28–17    | 27–26    |
| Maccabi Srugo Rishon Lezion | 79–36 | London GD HC          | 38–14    | 41–22    |
| Chambery Savoie Handball    | 69–39 | HV KRAS/Volendam      | 31–23    | 36–16    |
| GRK Varazdin 1930           | 51–58 | B.B. Ankara Spor      | 24–32    | 27–26    |
| Haukar                      | 61–46 | A.C. Diomidis Argous  | 33–26    | 28–20    |
| KH BESA Famiglia            | 58–62 | HC Dukla Praha        | 35–31    | 23–31    |
| B.S.B. Batumi               | 32–93 | FC Porto              | 16–49    | 16–44    |
| Csurgói KK                  | 47–44 | Bodö HK               | 28–21    | 19–23    |
| SCM CH CSU Poli Timisoara   | 51–43 | Pölva Serviti         | 26–22    | 25–21    |
| HC Olimpus-85-USEFS         | 49–77 | ZTR Zaporizzsja       | 28–37    | 21–40    |
| HC Prilep                   | 34–84 | Pfadi Winterthur      | 19–42    | 15–42    |
| RK Metaloplastika Sabac     | 44–47 | Dinamo Astrakhan      | 24–30    | 20–17    |
| A.C.C. Filippos Verias      | 58–50 | HC Budvanska rivijera | 30–24    | 28–26    |

### 2. selejtezőkör
A második selejtezőkör mérkőzéseit 2016. október 8. és október 16. között rendezték.
| 1. csapat                   | Össz. | 2. csapat                 | 1. mérk. | 2. mérk. |
| --------------------------- | ----- | ------------------------- | -------- | -------- |
| KIF Kolding Kobenhavn       | 69–43 | Talent M.A.T. Plzen       | 38–23    | 31–20    |
| Maccabi Srugo Rishon Lezion | 56–49 | Red Boys Differdange      | 30–24    | 26–25    |
| Csurgói KK                  | 58–46 | Achilles Bocholt          | 24–23    | 34–23    |
| SL Benfica                  | 64–56 | Handball Kaerjeng         | 31–26    | 33–30    |
| Chambery Savoie Handball    | 44–49 | Füchse Berlin             | 22–25    | 22–24    |
| Balatonfüredi KSE           | 48–50 | Pfadi Winterthur          | 28–23    | 20–27    |
| St. Petersburg HC           | 57–46 | B.B. Ankara Spor          | 26–19    | 31–27    |
| OIF Arendal                 | 49–51 | SCM Politehnica Timisoara | 23–24    | 26–27    |
| Haukar                      | 51–55 | Alingsas HK               | 24–24    | 27–31    |
| ZTR Zaporizzsja             | 45–44 | Wacker Thun               | 23–22    | 22–22    |
| Górnik Zabrze               | 50–32 | A.C.C. Filippos Verias    | 30–17    | 20–15    |
| FC Porto                    | 57–46 | RD Koper 2013             | 31–24    | 26–22    |
| Alpla HC Hard               | 53–56 | SKA Minszk                | 28–25    | 25–31    |
| Dinamo Astrakhan            | 60–49 | HC Sporta Hlohovec        | 33–29    | 27–20    |
| CSM Bucuresti               | 50–50 | HC Zamet                  | 29–23    | 21–27    |
| HC Dukla Praha              | 53–59 | RK Nexe                   | 30–29    | 23–30    |

### 3. selejtezőkör
A harmadik selejtezőkör mérkőzéseit 2016. október 8. és október 16. között rendezik.
| 1. csapat                 | Össz. | 2. csapat                   | 1. mérk. | 2. mérk. |
| ------------------------- | ----- | --------------------------- | -------- | -------- |
| HC Zamet                  | 43-66 | MT Melsungen                | 23-34    | 20-32    |
| SKA Minszk                | 55-61 | Saint-Raphael Var Handball  | 30-28    | 25-33    |
| KS Azoty-Puławy           | 52-53 | SL Benfica                  | 34-29    | 18-24    |
| Dinamo Astrakhan          | 55-64 | HC Midtjylland              | 29-29    | 26-35    |
| RK Gorenje Velenje        | 56-58 | Füchse Berlin               | 24-29    | 32-29    |
| Fraikin BM. Granollers    | 57-57 | ZTR Zaporizzsja             | 27-29    | 30-28    |
| St. Petersburg HC         | 48-51 | Maccabi CASTRO Tel Aviv     | 25-23    | 28-23    |
| SC Magdeburg              | 61-49 | RK Nexe                     | 31-22    | 30-27    |
| Helvetia Anaitasuna       | 53-51 | Csurgói KK                  | 27-21    | 30-26    |
| Alingsas HK               | 56-59 | GOG                         | 29-26    | 33-27    |
| SCM Politehnica Timisoara | 46-52 | RD Riko Ribnica             | 27-22    | 19-30    |
| Cocks                     | 59-49 | Górnik Zabrze               | 30-19    | 29-30    |
| Frisch Auf Göppingen      | 70-62 | Pfadi Winterthur            | 37-32    | 33-30    |
| Abanca Ademar Leon        | 51-52 | KIF Kolding Kobenhavn       | 24-27    | 27-25    |
| Bregenz Handball          | 56-59 | FC Porto                    | 27-28    | 29-31    |
| Grundfos Tatabánya KC     | 63-49 | Maccabi Srugo Rishon Lezion | 35-23    | 28-26    |

## Csoportkör

### A csoport
| Csapat                     | M | Gy | D | V | G+  | G–  | Gk  | P  |
| -------------------------- | - | -- | - | - | --- | --- | --- | -- |
| Füchse Berlin              | 6 | 5  | 0 | 1 | 185 | 163 | +22 | 10 |
| Saint-Raphaël Var Handball | 6 | 4  | 0 | 2 | 179 | 164 | +15 | 8  |
| GOG Håndbold               | 6 | 3  | 0 | 3 | 187 | 190 | –3  | 6  |
| RD Ribnica                 | 6 | 0  | 0 | 6 | 154 | 188 | –34 | 0  |

### B csoport
| Csapat               | M | Gy | D | V | G+  | G–  | Gk  | P  |
| -------------------- | - | -- | - | - | --- | --- | --- | -- |
| Frisch Auf Göppingen | 6 | 6  | 0 | 0 | 181 | 155 | +26 | 12 |
| BM Granollers        | 6 | 3  | 0 | 3 | 171 | 165 | +6  | 6  |
| FC Porto             | 6 | 2  | 0 | 4 | 159 | 170 | –11 | 4  |
| HC Midtjylland       | 6 | 1  | 0 | 5 | 155 | 176 | –21 | 2  |

### C csoport
| Csapat                | M | Gy | D | V | G+  | G–  | Gk  | P  |
| --------------------- | - | -- | - | - | --- | --- | --- | -- |
| SC Magdeburg          | 6 | 5  | 1 | 0 | 200 | 146 | +54 | 11 |
| Grundfos Tatabánya KC | 6 | 4  | 0 | 2 | 161 | 157 | +4  | 8  |
| KIF Kolding           | 6 | 2  | 1 | 3 | 166 | 172 | –6  | 5  |
| Maccabi Tel Aviv      | 6 | 1  | 0 | 5 | 146 | 198 | –52 | 2  |

### D csoport
| Csapat          | M | Gy | D | V | G+  | G–  | Gk  | P |
| --------------- | - | -- | - | - | --- | --- | --- | - |
| MT Melsungen    | 6 | 4  | 0 | 2 | 168 | 140 | +28 | 8 |
| SCDR Anaitasuna | 6 | 4  | 0 | 2 | 171 | 163 | +8  | 8 |
| SL Benfica      | 6 | 4  | 0 | 2 | 158 | 165 | –7  | 8 |
| Riihimäki Cocks | 6 | 0  | 0 | 6 | 145 | 174 | –29 | 0 |

## Egyenes kieséses szakasz

### Negyeddöntők
| 1. csapat                  | Össz. | 2. csapat     | 1. mérk. | 2. mérk. |
| -------------------------- | ----- | ------------- | -------- | -------- |
| SCDR Anaitasuna            | 59–69 | SC Magdeburg  | 27–34    | 32–35    |
| Grundfos Tatabánya KC      | 47–58 | Füchse Berlin | 25–30    | 22–28    |
| Saint-Raphaël Var Handball | 61–49 | MT Melsungen  | 30–26    | 31–23    |

### Final Four
A Final Four-t Göppingenben rendezték.
|  |                            |                            |                      |                      |    |               |               |       |
|  | Elődöntők                  | Elődöntők                  | Elődöntők            |                      |    | Döntő         | Döntő         | Döntő |
|  | Elődöntők                  | Elődöntők                  | Elődöntők            |                      |    | Döntő         | Döntő         | Döntő |
|  | május 20.                  |                            |                      |                      |    |               |               |       |
|  |                            |                            |                      |                      |    |               |               |       |
|  | Saint-Raphaël Var Handball | Saint-Raphaël Var Handball | 24                   |                      |    |               |               |       |
|  | Saint-Raphaël Var Handball | Saint-Raphaël Var Handball | 24                   | május 21.            |    |               |               |       |
|  | Füchse Berlin              | Füchse Berlin              | 35                   |                      |    |               |               |       |
|  | Füchse Berlin              | Füchse Berlin              | 35                   |                      |    | Füchse Berlin | Füchse Berlin | 22    |
|  | május 20.                  |                            |                      |                      |    | Füchse Berlin | Füchse Berlin | 22    |
|  |                            |                            | Frisch Auf Göppingen | Frisch Auf Göppingen | 30 |               |               |       |
|  | SC Magdeburg               | SC Magdeburg               | Frisch Auf Göppingen | Frisch Auf Göppingen | 30 | 29            |               |       |
|  | SC Magdeburg               | SC Magdeburg               |                      |                      |    |               |               |       |
|  | Frisch Auf Göppingen       | Frisch Auf Göppingen       | 33                   |                      |    |               |               |       |
|  | Frisch Auf Göppingen       | Frisch Auf Göppingen       | 33                   | Bronzmérkőzés        |    |               |               |       |
|  |                            |                            |                      |                      |    |               |               |       |
|  | május 21.                  |                            |                      |                      |    |               |               |       |
|  |                            |                            |                      |                      |    |               |               |       |
|  | Saint-Raphaël Var Handball | Saint-Raphaël Var Handball | 31                   |                      |    |               |               |       |
|  | Saint-Raphaël Var Handball | Saint-Raphaël Var Handball | 31                   |                      |    |               |               |       |
|  | SC Magdeburg               | SC Magdeburg               | 32                   |                      |    |               |               |       |
|  | SC Magdeburg               | SC Magdeburg               | 32                   |                      |    |               |               |       |